# Putte Nelsson
Per Fredrick Dawit "Putte" Nelsson, född 5 december 1971 i Addis Abeba, Etiopien, är en svensk professionell pianist, låtskrivare, körledare och kapellmästare. 
Putte Nelsson är uppvuxen i Umeå och Vetlanda och flyttade 1992 till Stockholm. Han är adoptivson till Erikshjälpens förre direktor Roland Nelsson och Gudrun, ogift Svensson. Åren 2000–2008 var han fast medlem i musikkollektivet Blacknuss.
Nelsson började frilansa 1996 som pianist och keyboardist i olika sammanhang och blev snabbt etablerad i musikbranschen. Han skriver och producerar musik och låg bakom bidraget "Äntligen" med Fre i Melodifestivalen 2004. Nelsson har arbetat med svenska artister som Carola Häggkvist, Jerry Williams, Lisa Nilsson, Eric Gadd och  Dr Alban. Några utländska artister som Nelsson spelat med är Ricky Martin, Mariah Carey, Craig David och Mary J Blige.
Mest känd är han kanske som lagledare i SVT-produktionen Så ska det låta 2006–2010. I september 2006 vann Nelsson tv-priset Kristallen tillsammans med de övriga i Så ska det låta. Programmet hade vunnit två år i rad, men 2006 var det tittarna som valde Så ska det låta till Årets program. I mars 2007 fick han ta emot Aftonbladets TV-pris för "Sveriges bästa program". Detta blev framröstat av Aftonbladets läsare och Så ska det låta tävlade mot På spåret och Ett herrans liv. Åren 2010–2012 var Nelsson kapellmästare för Robert Gustafsson när Gustafsson firade 25 årsjubileum. Showen spelades över 240 gånger på Rondo i Göteborg, Amiralen i Malmö, och Cirkus i Stockholm.
Nelsson startade 2006 sångkören och sångkursen Sjung Nu tillsammans med Lasse Axelsson i Stockholm. Första terminen kom nästan 600 personer. 2012 hade kören över 1000 medlemmar uppdelade i olika nivåer. Kören sjöng gospel, pop och visa under 10 veckor för att sedan avsluta med en gemensam konsert med alla nivåer tillsammans. År 2013 splittrades Sjung Nu och Nelsson startade det egna körprojektet Team Putte.
I november 2017 firade Nelsson 10-årsjubileum i körsammanhang med två utsålda konserter i Berwaldhallen.[källa behövs]
Hans kör från Vetlanda vann Körslaget 2012.
Nelsson är sedan 2012 vinstutdelare och programledare för Postkodlotteriet.[källa behövs]